# Миколай V
Микола́й V (лат. Nicolaus PP. V, Томазо Парентучеллі, італ. Tommaso Parentucelli, 15 листопада 1397 — 24 березня 1455) — 208-ий папа римський з 6 березня 1447 по 24 березня 1455.

## Біографія

### Скромне походження
Томазо Парентучелі народився в 15 листопада 1397 в Сарцані, (Лігурія) в сім'ї небагатого лікаря. Мода на античність замолоду захопила його. Не маючи статків, викладав науки дітям багатіїв і охоче працював в приватних бібліотеках. Але й сам відчував нестачу власних знань.

### Болонський університет
Бажання мати добру освіту і привело провінціала в Болонський університет. В Болоньї доля подарувала ще одному спудею Альберті зустріч із Томазо Парентучеллі, священиком і гуманістом. Виходець з провінційної Сарцани, Томмазо Парентучеллі зробить блискучу кар'єру і стане папою римським під ім'ям Миколай V. Томазо не забуде Альберті, коли знову зустріне того в Римі і буде підтримувати дружні стосунки до своєї смерті. А винахідник Альберті отрима спокійну можливість вивчати античність, писати трактати, розробляти різні наукові проблеми, не обтяжуючи себе клопотаннями про хліб і помешкання.

### Гурток гуманістів
Ніколо Альбергаті, кардинал, сам захоплювався античністю і віддав під зустрічі студентів залу в своєму помешканні. Так склався гурток гуманістів, членами якого був колишній секретар посла Венеції в Костянтинополі Франческо Фідельфо, Антоніо Бекаделлі з Палермо, сам господар, два студенти — Томазо Парентучеллі та Альберті. За сприяння Ніколо Альбергаті Парентучеллі і обрав кар'єру священика.

### Кар'єра
Молодим священиком служив у кардинала Ніколо Альбергаті, одного з авторів Флорентійської унії. Назначений єпископом у Болонью, Парентучеллі виконував функцію папського легата в Німеччині та Неаполі. Він значною мірою сприяв укладенню Віденьських конкордатів — договорів, які регулювали взаємовідносини між папською державою та німецькими князівствами (1448).

## Понтифікат
Першим успіхом папи Миколая V стало остаточне подолання схизми та відставки посадженого на папський трон Базельським собором антипапи Фелікса (1449). Великий успіх Святого року 1450 та коронація імператора Фрідріха III у 1452 сприяли зростанню авторитету папи. У той же час Миколай V виступає проти соборного руху, який приніс мало позитивних імпульсів. Автократичне правління Римом Миколою V наштовхнулося на опір і вилилося в повстання, яке проте завершилося невдачею у 1453. До цієї події ще і додалося захоплення турками Константинополя в цьому ж році, що свідчило про невдалі спроби папи об'єднати християнські держави.
Своєю буллою Romanus Pontifex (8 січня 1455) передав право на управління країнами, портами, островами та гаванями Африки португальському королю Альфонсу V та його наслідникам.

 Папа Миколай V помер у віці 57 років — 24 березня 1455. Похований в Базиліці Костянтина попередниці Собору Святого Петра.

### Гуманіст на папському престолі
Його вважають першим папою-гуманістом. За вісім років свого господарювання в Ватикані, Миколай V пристрасно займався збором античних рукописів і будівництвом.
Був засновником Ватиканської бібліотеки. Папа оточив себе грамотіями і бібліотекарями, писарями, що копіювали античні рукописи і агентами, що купували нові. Ще за часів перебування у Флоренції, де раніше за всіх склався видатний художній центр всієї Італії, майбутній папа закохався у флорентійський живопис. Він даватиме замови двом відомим флорентійським художникам — Фра Анджеліко та П'єро делла Франческа.
Джорджо Вазарі, який ніколи не бачив папу Миколая V, згадував того в життєписах фра Анжеліко, П'єро делла Франческа, будівничого Бернрдо Росселіно, Леон-Батіста Альберті.
Саме папі Миколаю V належить ідея побудови нового і величного собору Св. Петра, яка не помре з папою, а буде надихати декількох послідовників пап і найкращих архітекторів Італії майбутні 150—180 років.
Коли вояки Туреччини розбили вояків — християн на Косовому полі, папа дозволив католикам Угорщини не робити паломництва в Рим, а збережені кошти витратити на фортечні споруди.